# Pogonophryne brevibarbata
Pogonophryne brevibarbata is een straalvinnige vissensoort uit de familie van de gebaarde ijskabeljauwen (Artedidraconidae). De wetenschappelijke naam van de soort is voor het eerst geldig gepubliceerd in 2011 door Balushkin, Petrov & Prutko.